# Benji es fa estimar
Benji es fa estimar (títol original: For the Love of Benji) és una pel·lícula estatunidenca dirigida per Joe Camp. Estrenada el 1977, és la continuació de Benji. Ha estat doblada al català.

## Argument
Benji està perdut a Atenes, a Grècia, provant de trobar la seva família mentre que uns falsos agents secrets de la CIA el persegueixen per aconseguir una fórmula enganxada a la seva pota.

## Repartiment
- Benji: Benji
- Patsy Garrett: Mary
- Cynthia Smith: Cindy
- Allen Fiuzat: Paul
- Ed Nelson: Chandler Dietrich
- Art Vasil: Stelios
- Peter Bowles: Ronald
- Bridget Armstrong: Elizabeth